# Fernando Soares
Fernando Antônio Falcão Soares (Maceió, 23 de julho de 1967), mais conhecido como Fernando Baiano, é um lobista brasileiro e um dos operadores do PMDB no esquema de desvio de recursos da Petrobras, investigados pela Operação Lava Jato.

## Prisão e condenação
De acordo com o Ministério Público Federal (MPF), o ex-diretor da Petrobras, Nestor Cerveró, tinha como Fernando Baiano um operador financeiro para viabilizar o pagamento de propina por parte de Júlio Camargo, da empresa Toyo Setal. Segundo o MPF, a propina foi de 40 milhões de dólares. A quantia referia-se a contratação de um estaleiro sul-coreano.
Em dezembro de 2014, foi preso e levado para Superintendência da Polícia Federal em Curitiba. Posteriormente foi transferido para o Complexo Médico Penal, em Pinhais.
Em agosto de 2015, foi condenado a 16 anos e um mês de prisão pelos crimes de corrupção passiva e lavagem de dinheiro e recebeu multa de R$ 2.074.370,00. Em 18 de novembro de 2015 após cumprir um ano de prisão, deixou a carceragem do Complexo pena de Pinhais e após receber uma tornozeleira eletrônica, passou a cumprir pena em regime domiciliar em um apartamento de 800 m², avaliado em torno de 12 milhões de reais.

## CPI da Petrobras
Em 11 de maio de 2015, Baiano foi convocado para CPI da Petrobras, permanecendo em silêncio durante a audiência.

## Delação premiada

### Eduardo Cunha e Renan Calheiros
Durante as negociações para assinar a delação premiada, Fernando Baiano disse aos investigadores que teria informações para entregar a participação de políticos no esquema, entre eles o presidente da Câmara dos deputados, Eduardo Cunha (PMDB-RJ), e o presidente do Senado, Renan Calheiros (PMDB-AL).
Baiano é suspeito de intermediar negócios entre empreiteiros, políticos do PMDB, a Petrobras e a Transpetro, subsidiária da Petrobras. Uma das acusações é referente a um contrato de navios-sonda assinado com a Petrobras. Segundo a acusação, houve desvio de recursos dos contratos de fornecimento dos Navios-Sondas Petrobras 1000 e Vitoria 1000, por meio de operações simuladas de consultoria e utilização de contas secretas.

### Bumlai e OSX
Em depoimento de colaboração pela delação premiada, Fernando Baiano disse aos investigadores que pagou 2 milhões de reais para uma nora do ex-presidente Lula. Baiano diz que o valor pago era referente a uma comissão a que Bumlai teria direito por incluir Lula em uma negociação para um contrato. Fernando Baiano era representante da empresa OSX, de Eike Batista, que tinha interesse em entrar na licitação para a construção de navios sonda para explorar o pré-sal.

### Construtora Odebrecht
Em 13 de junho de 2016, o jornal O Estado de S. Paulo publicou uma reportagem que diz que Fernando Soares admitiu ter recebido 500 mil reais da Construtora Odebrecht (atual Novonor) em 2014 e 2015, período em que estava preso. O lobista explicou que em 2009 foi procurado por Cezar Tavares e Luiz Carlos Moreira para que indicasse uma empresa interessada no projeto de uma refinaria em Angola. Segundo Baiano, a consultoria de Cezar Tavares havia sido contratada pela Sonangol, no país africano, para desenvolver novos negócios em Lobito. Baiano então decidiu indicar a Andrade Gutierrez e a Odebrecht, empreiteiras com mais atuação em Angola. O lobista relatou que a escolha da consultoria foi pela Odebrecht e que a ideia de Tavares e Moreira era ajudar a construtora a vencer a concorrência para algumas obras na refinaria. Fernando Baiano procurou o então diretor da Odebrecht Rogério Araújo para falar sobre outras obras e aproximar as duas partes. Em seu relato, Baiano afirma ter participado apenas de duas reuniões com Tavares e a Odebrecht e depois ter procurado a construtora apenas em 2012, com o intuito de receber pela consultoria prestada, e como ambos não chegaram a um acordo sobre valores até 2014, quando o lobista foi preso e, segundo ele, a empreiteira se recusou a "pagar alguém que estava preso" e que esse teria sido o motivo de a construtora ter "pago por fora" ao seu irmão, Gustavo, em um contrato lícito.